# Mistrzostwa Świata w Piłce Siatkowej Mężczyzn 2018/Grupa H
Do rywalizacji w  drugiej fazie grupowej Mistrzostwach Świata w Piłce Siatkowej Mężczyzn 2018 przystąpiło 16 reprezentacji. Drużyny podzielone zostały na cztery grupy.
Do grupy H trafiły reprezentacje Argentyny, Francji, Polski oraz Serbii.
| D1 | Polska    |
| C2 | Serbia    |
| B3 | Francja   |
| A4 | Argentyna |

Mecze w grupie H rozegrane zostały w dniach 21-23 września w Pałacu Kultury i Sportu w Warnie.
Awans do trzeciej fazy grupowej uzyskały Polska jako zwycięzca grupy oraz Serbia jako druga najlepsza drużyna z drugich miejsc.

## Tabela
| Lp. | Drużyna   | Mecze | Mecze   | Mecze   | Pkt | Sety | Sety | Sety  | Małe punkty | Małe punkty | Małe punkty |
| Lp. | Drużyna   | M     | W (3:2) | P (2:3) | Pkt | wyg. | prz. | ratio | zdob.       | str.        | ratio       |
| --- | --------- | ----- | ------- | ------- | --- | ---- | ---- | ----- | ----------- | ----------- | ----------- |
| 1   | Polska    | 8     | 6 (0)   | 2 (1)   | 19  | 21   | 9    | 2.333 | 702         | 593         | 1.184       |
| 2   | Serbia    | 8     | 6 (2)   | 2 (1)   | 17  | 20   | 12   | 1.667 | 707         | 677         | 1.044       |
| 3   | Francja   | 8     | 5 (0)   | 3 (3)   | 18  | 21   | 12   | 1.750 | 765         | 688         | 1.112       |
| 4   | Argentyna | 8     | 3 (2)   | 5 (1)   | 8   | 14   | 19   | 0.737 | 725         | 751         | 0.965       |

Źródło: fivb.com
Punktacja: 3:0 i 3:1 – 3 pkt; 3:2 – 2 pkt; 2:3 – 1 pkt; 1:3 i 0:3 – 0 pkt
Zasady ustalania kolejności: 1. większa liczba wygranych meczów; 2. większa liczba zdobytych punktów; 3. wyższy stosunek setów; 4. wyższy stosunek małych punktów; 5. lepszy bilans w bezpośrednich meczach
     Awans do trzeciej fazy grupowej

## 1. kolejka

### Serbia – Francja
Piątek, 21 września 2018 – 17:00 (UTC+03:00) • Pałac Kultury i Sportu, Warna
Widzów: 420
Czas trwania meczu: 135 minut
Sędziowie:  Ronald Stahl Jr. i  Scott McLean
| Serbia                         | 3:2                                                   | Francja              |
| Aleksandar Atanasijević 38 pkt | (22:25, 26:24, 25:20, 18:25, 18:16) raport raport P-2 | Stéphen Boyer 34 pkt |

| Poz.         | Nr | Zawodnik                | 1          | 2           | 3          | 4           | 5          | Pkt |
| ------------ | -- | ----------------------- | ---------- | ----------- | ---------- | ----------- | ---------- | --- |
| P            | 2  | Uroš Kovačević          | 7 cztery   | 4 jeden     | 4 jeden    | 5 dwa       | 4 jeden    | 16  |
| P            | 8  | Marko Ivović            | 4 jeden    | 7 cztery    |            | 4 pusty     | 4 pusty    | 1   |
| R            | 9  | Nikola Jovović          | 9 sześć    | 9 sześć     | 9 sześć    | 4 jeden     | 9 sześć    | 1   |
| A            | 14 | Aleksandar Atanasijević | 6 trzy     | 6 trzy      | 6 trzy     | 7 cztery    | 6 trzy     | 38  |
| Ś            | 18 | Marko Podraščanin       | 8 pięć     | 8 pięć      |            | 4 pusty     | 4 pusty    | 1   |
| Ś            | 20 | Srećko Lisinac          | 5 dwa      | 5 dwa       | 5 dwa      | 6 trzy      | 5 dwa      | 12  |
| L            | 19 | Nikola Rosić            | L          | L           | L          | L           | L          |     |
| Zmiany       |    |                         |            |             |            |             |            |     |
| Ś            | 1  | Aleksandar Okolić       |            |             |            | 4 pusty     | 18 zmiana9 |     |
| P            | 3  | Milan Katić             |            |             | 13 zmiana4 | 13 zmiana4  | 13 zmiana4 | 2   |
| P            | 4  | Nemanja Petrić          | 17 zmiana8 | 17 zmiana8  | 7 cztery   | 8 pięć      | 7 cztery   | 8   |
| Ś            | 7  | Petar Krsmanović        |            | 27 zmiana18 | 8 pięć     | 9 sześć     | 8 pięć     | 4   |
| A            | 16 | Dražen Luburić          | 18 zmiana9 |             |            | 23 zmiana14 | 4 pusty    |     |
| R            | 21 | Ivan Kostić             |            |             |            | 18 zmiana9  | 4 pusty    |     |
| L            | 17 | Neven Majstorović       |            |             |            | 4 pusty     | L          |     |
| Trener       |    |                         |            |             |            |             |            |     |
| Nikola Grbić |    |                         |            |             |            |             |            |     |

| Poz.                 | Nr | Zawodnik              | 1           | 2           | 3           | 4           | 5           | Pkt |
| -------------------- | -- | --------------------- | ----------- | ----------- | ----------- | ----------- | ----------- | --- |
| R                    | 6  | Benjamin Toniutti     | 9 sześć     | 4 jeden     | 4 jeden     | 5 dwa       | 6 trzy      | 1   |
| P                    | 9  | Earvin N’Gapeth       | 4 jeden     | 5 dwa       | 5 dwa       | 6 trzy      | 7 cztery    | 15  |
| Ś                    | 10 | Kévin Le Roux         | 5 dwa       | 6 trzy      | 6 trzy      | 4 pusty     | 4 pusty     | 1   |
| A                    | 12 | Stéphen Boyer         | 6 trzy      | 7 cztery    | 7 cztery    | 8 pięć      | 9 sześć     | 34  |
| Ś                    | 14 | Nicolas Le Goff       | 8 pięć      | 9 sześć     | 9 sześć     | 4 jeden     | 5 dwa       | 10  |
| P                    | 18 | Thibault Rossard      | 7 cztery    | 8 pięć      | 8 pięć      | 30 zmiana21 | 30 zmiana21 | 5   |
| L                    | 2  | Jenia Grebennikov     | L           | L           | L           | L           | L           |     |
| Zmiany               |    |                       |             |             |             |             |             |     |
| P                    | 7  | Kévin Tillie          |             |             | 27 zmiana18 | 9 sześć     | 4 jeden     | 9   |
| P                    | 8  | Julien Lyneel         | 23 zmiana14 | 23 zmiana14 |             | 4 pusty     | 23 zmiana14 |     |
| R                    | 11 | Antoine Brizard       | 15 zmiana6  | 15 zmiana6  | 15 zmiana6  | 15 zmiana6  | 15 zmiana6  | 3   |
| Ś                    | 21 | Barthélémy Chinenyeze |             |             | 19 zmiana10 | 7 cztery    | 8 pięć      | 2   |
| Nie weszli na boisko |    |                       |             |             |             |             |             |     |
| A                    | 4  | Jean Patry            |             |             |             | 4 pusty     | 4 pusty     |     |
| L                    | 15 | Jérémie Mouiel        |             |             |             | 4 pusty     | 4 pusty     |     |
| Ś                    | 16 | Daryl Bultor          |             |             |             | 4 pusty     | 4 pusty     |     |
| Trener               |    |                       |             |             |             |             |             |     |
| Laurent Tillie       |    |                       |             |             |             |             |             |     |

Statystyki meczowe
| Serbia | STATYSTYKI        | Francja |
| 109    | MAŁE PUNKTY       | 110     |
| 69     | ATAK              | 63      |
| 11     | BLOK              | 12      |
| 3      | SERWIS            | 5       |
| 26     | BŁĘDY PRZECIWNIKA | 30      |

### Polska – Argentyna
Piątek, 21 września 2018 – 20:40 (UTC+03:00) • Pałac Kultury i Sportu, Warna
Widzów: 890
Czas trwania meczu: 147 minut
Sędziowie:  Yuri Ramírez Ortiz i  Andriej Zenowicz
| Polska               | 2:3                                                   | Argentyna                |
| Artur Szalpuk 19 pkt | (25:16, 19:25, 23:25, 25:23, 14:16) raport raport P-2 | Cristian Poglajen 14 pkt |

| Poz.                 | Nr | Zawodnik          | 1           | 2           | 3           | 4           | 5           | Pkt |
| -------------------- | -- | ----------------- | ----------- | ----------- | ----------- | ----------- | ----------- | --- |
| Ś                    | 1  | Piotr Nowakowski  | 5 dwa       |             | 24 zmiana15 | 5 dwa       | 5 dwa       | 5   |
| A                    | 6  | Bartosz Kurek     | 6 trzy      | 6 trzy      | 6 trzy      | 20 zmiana11 | 4 pusty     | 8   |
| P                    | 7  | Artur Szalpuk     | 7 cztery    | 7 cztery    | 7 cztery    | 7 cztery    | 7 cztery    | 19  |
| R                    | 11 | Fabian Drzyzga    | 9 sześć     | 9 sześć     | 9 sześć     | 9 sześć     | 9 sześć     |     |
| P                    | 14 | Aleksander Śliwka | 4 jeden     | 4 jeden     | 27 zmiana18 | 4 jeden     | 4 jeden     | 13  |
| Ś                    | 15 | Jakub Kochanowski | 8 pięć      | 8 pięć      | 5 dwa       | 8 pięć      | 8 pięć      | 10  |
| L                    | 17 | Paweł Zatorski    | L           | L           | L           | L           | L           |     |
| Zmiany               |    |                   |             |             |             |             |             |     |
| A                    | 3  | Dawid Konarski    |             |             | 20 zmiana11 | 6 trzy      | 6 trzy      | 11  |
| A                    | 8  | Damian Schulz     | 20 zmiana11 | 20 zmiana11 |             | 23 zmiana14 | 23 zmiana14 | 3   |
| R                    | 12 | Grzegorz Łomacz   | 15 zmiana6  | 15 zmiana6  | 15 zmiana6  | 12 zmiana3  | 4 pusty     |     |
| P                    | 18 | Bartosz Kwolek    |             | 23 zmiana14 | 4 jeden     | 4 pusty     | 4 pusty     | 3   |
| Ś                    | 20 | Mateusz Bieniek   | 10 zmiana1  | 5 dwa       | 8 pięć      | 4 pusty     | 4 pusty     | 4   |
| Nie weszli na boisko |    |                   |             |             |             |             |             |     |
| L                    | 10 | Damian Wojtaszek  |             |             |             | 4 pusty     | 4 pusty     |     |
| Trener               |    |                   |             |             |             |             |             |     |
| Vital Heynen         |    |                   |             |             |             |             |             |     |

| Poz.          | Nr | Zawodnik            | 1           | 2           | 3           | 4           | 5           | Pkt |
| ------------- | -- | ------------------- | ----------- | ----------- | ----------- | ----------- | ----------- | --- |
| R             | 4  | Maximiliano Cavanna | 5 dwa       | 4 jeden     | 5 dwa       | 4 jeden     | 5 dwa       |     |
| P             | 6  | Cristian Poglajen   | 6 trzy      | 5 dwa       | 6 trzy      | 5 dwa       | 6 trzy      | 14  |
| P             | 7  | Facundo Conte       | 9 sześć     | 8 pięć      |             | 15 zmiana6  | 15 zmiana6  | 5   |
| Ś             | 8  | Agustín Loser       | 7 cztery    |             |             | 4 pusty     | 4 pusty     |     |
| Ś             | 11 | Sebastián Solé      | 4 jeden     | 9 sześć     | 4 jeden     | 9 sześć     | 4 jeden     | 10  |
| A             | 12 | Bruno Lima          | 8 pięć      |             |             | 4 pusty     | 8 pięć      | 1   |
| L             | 16 | Alexis González     | L           | L           | L           | L           | L           |     |
| Zmiany        |    |                     |             |             |             |             |             |     |
| P             | 2  | Lisandro Zanotti    | 15 zmiana6  |             | 26 zmiana17 | 8 pięć      | 9 sześć     | 9   |
| A             | 10 | José Luis González  | 21 zmiana12 | 7 cztery    | 8 pięć      | 7 cztery    | 4 pusty     | 12  |
| Ś             | 14 | Pablo Crer          | 17 zmiana8  | 6 trzy      | 7 cztery    | 6 trzy      | 7 cztery    | 9   |
| R             | 15 | Luciano De Cecco    | 13 zmiana4  | 19 zmiana10 | 19 zmiana10 | 19 zmiana10 | 21 zmiana12 |     |
| P             | 17 | Tomás López         | 16 zmiana7  | 16 zmiana7  | 9 sześć     | 4 pusty     | 4 pusty     | 6   |
| A             | 18 | Martín Ramos        |             | 13 zmiana4  | 13 zmiana4  | 13 zmiana4  | 13 zmiana4  | 2   |
| L             | 22 | Ignacio Fernández   | L           |             |             | 4 pusty     | 4 pusty     |     |
| Trener        |    |                     |             |             |             |             |             |     |
| Julio Velasco |    |                     |             |             |             |             |             |     |

Statystyki meczowe
| Polska | STATYSTYKI        | Argentyna |
| 106    | MAŁE PUNKTY       | 105       |
| 57     | ATAK              | 59        |
| 17     | BLOK              | 7         |
| 2      | SERWIS            | 2         |
| 30     | BŁĘDY PRZECIWNIKA | 37        |

## 2. kolejka

### Serbia – Argentyna
Sobota, 22 września 2018 – 17:00 (UTC+03:00) • Pałac Kultury i Sportu, Warna
Widzów: 340
Czas trwania meczu: 87 minut
Sędziowie:  Scott McLean i  Ronald Stahl Jr.
| Serbia                | 3:0                                     | Argentyna                                        |
| Dražen Luburić 14 pkt | (25:18, 25:22, 25:22) raport raport P-2 | Cristian Poglajen 10 pkt Lisandro Zanotti 10 pkt |

| Poz.                 | Nr | Zawodnik                | 1        | 2          | 3           | 4 | 5 | Pkt |
| -------------------- | -- | ----------------------- | -------- | ---------- | ----------- | - | - | --- |
| P                    | 2  | Uroš Kovačević          | 7 cztery | 7 cztery   | 7 cztery    |   |   | 8   |
| Ś                    | 7  | Petar Krsmanović        | 8 pięć   | 8 pięć     | 29 zmiana20 |   |   | 5   |
| P                    | 8  | Marko Ivović            | 4 jeden  | 4 jeden    | 4 jeden     |   |   | 12  |
| R                    | 9  | Nikola Jovović          | 9 sześć  | 9 sześć    | 9 sześć     |   |   | 1   |
| A                    | 16 | Dražen Luburić          | 6 trzy   | 6 trzy     | 6 trzy      |   |   | 14  |
| Ś                    | 20 | Srećko Lisinac          | 5 dwa    | 5 dwa      | 5 dwa       |   |   | 8   |
| L                    | 17 | Neven Majstorović       | L        | L          | L           |   |   |     |
| Zmiany               |    |                         |          |            |             |   |   |     |
| P                    | 3  | Milan Katić             |          |            | 11 zmiana2  |   |   | 1   |
| Ś                    | 18 | Marko Podraščanin       |          | 16 zmiana7 | 8 pięć      |   |   | 6   |
| R                    | 21 | Ivan Kostić             |          |            | 18 zmiana9  |   |   |     |
| Nie weszli na boisko |    |                         |          |            |             |   |   |     |
| Ś                    | 1  | Aleksandar Okolić       |          |            |             |   |   |     |
| P                    | 4  | Nemanja Petrić          |          |            |             |   |   |     |
| A                    | 14 | Aleksandar Atanasijević |          |            |             |   |   |     |
| L                    | 19 | Nikola Rosić            |          |            |             |   |   |     |
| Trener               |    |                         |          |            |             |   |   |     |
| Nikola Grbić         |    |                         |          |            |             |   |   |     |

| Poz.                 | Nr | Zawodnik            | 1           | 2           | 3           | 4 | 5 | Pkt |
| -------------------- | -- | ------------------- | ----------- | ----------- | ----------- | - | - | --- |
| P                    | 2  | Lisandro Zanotti    | 8 pięć      | 9 sześć     | 8 pięć      |   |   | 10  |
| P                    | 6  | Cristian Poglajen   | 5 dwa       | 6 trzy      | 5 dwa       |   |   | 10  |
| P/A                  | 7  | Facundo Conte       | 7 cztery    | 8 pięć      | 11 zmiana2  |   |   | 7   |
| Ś                    | 11 | Sebastián Solé      | 9 sześć     | 4 jeden     |             |   |   | 1   |
| Ś                    | 14 | Pablo Crer          | 6 trzy      | 7 cztery    | 6 trzy      |   |   | 6   |
| R                    | 15 | Luciano De Cecco    | 4 jeden     | 5 dwa       | 4 jeden     |   |   | 1   |
| L                    | 16 | Alexis González     | L           | L           | L           |   |   |     |
| Zmiany               |    |                     |             |             |             |   |   |     |
| R                    | 4  | Maximiliano Cavanna | 16 zmiana7  | 16 zmiana7  | 21 zmiana12 |   |   |     |
| Ś                    | 8  | Agustín Loser       |             | 20 zmiana11 | 9 sześć     |   |   | 3   |
| A                    | 12 | Bruno Lima          |             |             | 7 cztery    |   |   | 3   |
| A                    | 18 | Martín Ramos        | 24 zmiana15 | 24 zmiana15 | 24 zmiana15 |   |   | 1   |
| L                    | 22 | Ignacio Fernández   | L           | L           | L           |   |   |     |
| Nie weszli na boisko |    |                     |             |             |             |   |   |     |
| A                    | 10 | José Luis González  |             |             |             |   |   |     |
| P                    | 17 | Tomás López         |             |             |             |   |   |     |
| Trener               |    |                     |             |             |             |   |   |     |
| Julián Álvarez       |    |                     |             |             |             |   |   |     |

Statystyki meczowe
| Serbia | STATYSTYKI        | Argentyna |
| 75     | MAŁE PUNKTY       | 62        |
| 44     | ATAK              | 38        |
| 9      | BLOK              | 3         |
| 2      | SERWIS            | 1         |
| 20     | BŁĘDY PRZECIWNIKA | 20        |

### Polska – Francja
Sobota, 22 września 2018 – 20:40 (UTC+03:00) • Pałac Kultury i Sportu, Warna
Widzów: 820
Czas trwania meczu: 104 minuty
Sędziowie:  Andriej Zenowicz i  Yuri Ramírez Ortiz
| Polska               | 1:3                                            | Francja                |
| Artur Szalpuk 12 pkt | (15:25, 18:25, 25:23, 18:25) raport raport P-2 | Earvin N’Gapeth 26 pkt |

| Poz.         | Nr | Zawodnik          | 1           | 2           | 3           | 4           | 5 | Pkt |
| ------------ | -- | ----------------- | ----------- | ----------- | ----------- | ----------- | - | --- |
| P            | 7  | Artur Szalpuk     | 8 pięć      | 8 pięć      | 7 cztery    | 7 cztery    |   | 12  |
| A            | 8  | Damian Schulz     | 7 cztery    | 7 cztery    |             | 4 pusty     |   | 6   |
| R            | 12 | Grzegorz Łomacz   | 4 jeden     | 4 jeden     | 9 sześć     | 9 sześć     |   | 1   |
| P            | 14 | Aleksander Śliwka | 5 dwa       | 5 dwa       |             | 4 pusty     |   | 2   |
| Ś            | 15 | Jakub Kochanowski | 6 trzy      | 6 trzy      | 5 dwa       | 5 dwa       |   | 11  |
| Ś            | 20 | Mateusz Bieniek   | 9 sześć     | 9 sześć     | 8 pięć      | 8 pięć      |   | 11  |
| L            | 10 | Damian Wojtaszek  | L           | L           | L           | L           |   |     |
| Zmiany       |    |                   |             |             |             |             |   |     |
| Ś            | 1  | Piotr Nowakowski  |             |             | 29 zmiana20 | 4 pusty     |   |     |
| A            | 3  | Dawid Konarski    | 21 zmiana12 | 21 zmiana12 | 21 zmiana12 | 21 zmiana12 |   | 3   |
| A            | 6  | Bartosz Kurek     |             |             | 6 trzy      | 6 trzy      |   | 7   |
| R            | 11 | Fabian Drzyzga    | 17 zmiana8  | 17 zmiana8  | 15 zmiana6  | 15 zmiana6  |   |     |
| P            | 13 | Michał Kubiak     |             | 23 zmiana14 | 27 zmiana18 | 27 zmiana18 |   | 1   |
| P            | 18 | Bartosz Kwolek    | 16 zmiana7  |             | 4 jeden     | 4 jeden     |   | 2   |
| L            | 17 | Paweł Zatorski    | L           | L           | L           | L           |   |     |
| Trener       |    |                   |             |             |             |             |   |     |
| Vital Heynen |    |                   |             |             |             |             |   |     |

| Poz.                 | Nr | Zawodnik              | 1          | 2          | 3           | 4          | 5 | Pkt |
| -------------------- | -- | --------------------- | ---------- | ---------- | ----------- | ---------- | - | --- |
| R                    | 6  | Benjamin Toniutti     | 6 trzy     | 6 trzy     | 6 trzy      | 6 trzy     |   | 3   |
| P                    | 7  | Kévin Tillie          | 4 jeden    | 4 jeden    | 4 jeden     | 4 jeden    |   | 13  |
| P                    | 9  | Earvin N’Gapeth       | 7 cztery   | 7 cztery   | 7 cztery    | 7 cztery   |   | 26  |
| Ś                    | 10 | Kévin Le Roux         | 8 pięć     | 8 pięć     | 8 pięć      | 8 pięć     |   | 11  |
| A                    | 12 | Stéphen Boyer         | 9 sześć    | 9 sześć    | 9 sześć     | 9 sześć    |   | 16  |
| Ś                    | 14 | Nicolas Le Goff       | 5 dwa      | 5 dwa      | 5 dwa       | 5 dwa      |   | 3   |
| L                    | 2  | Jenia Grebennikov     | L          | L          | L           | L          |   |     |
| Zmiany               |    |                       |            |            |             |            |   |     |
| P                    | 8  | Julien Lyneel         |            |            | 18 zmiana9  | 16 zmiana7 |   |     |
| R                    | 11 | Antoine Brizard       | 15 zmiana6 | 15 zmiana6 | 21 zmiana12 | 15 zmiana6 |   |     |
| P                    | 18 | Thibault Rossard      |            |            | 15 zmiana6  | 4 pusty    |   |     |
| Nie weszli na boisko |    |                       |            |            |             |            |   |     |
| A                    | 4  | Jean Patry            |            |            |             | 4 pusty    |   |     |
| L                    | 15 | Jérémie Mouiel        |            |            |             | 4 pusty    |   |     |
| Ś                    | 16 | Daryl Bultor          |            |            |             | 4 pusty    |   |     |
| Ś                    | 21 | Barthélémy Chinenyeze |            |            |             | 4 pusty    |   |     |
| Trener               |    |                       |            |            |             |            |   |     |
| Laurent Tillie       |    |                       |            |            |             |            |   |     |

Statystyki meczowe
| Polska | STATYSTYKI        | Francja |
| 76     | MAŁE PUNKTY       | 98      |
| 44     | ATAK              | 53      |
| 10     | BLOK              | 13      |
| 2      | SERWIS            | 6       |
| 20     | BŁĘDY PRZECIWNIKA | 26      |

## 3. kolejka

### Francja – Argentyna
Niedziela, 23 września 2018 – 17:00 (UTC+03:00) • Pałac Kultury i Sportu, Warna
Widzów: 370
Czas trwania meczu: 106 minut
Sędziowie:  Ronald Stahl Jr. i  Scott McLean
| Francja                | 3:1                                            | Argentyna            |
| Earvin N’Gapeth 28 pkt | (25:16, 25:20, 26:28, 25:19) raport raport P-2 | Agustín Loser 15 pkt |

| Poz.                 | Nr | Zawodnik              | 1           | 2        | 3           | 4           | 5 | Pkt |
| -------------------- | -- | --------------------- | ----------- | -------- | ----------- | ----------- | - | --- |
| R                    | 6  | Benjamin Toniutti     | 6 trzy      | 6 trzy   | 6 trzy      | 5 dwa       |   | 7   |
| P                    | 7  | Kévin Tillie          | 4 jeden     | 4 jeden  | 4 jeden     | 9 sześć     |   | 15  |
| P                    | 9  | Earvin N’Gapeth       | 7 cztery    | 7 cztery | 7 cztery    | 6 trzy      |   | 28  |
| Ś                    | 10 | Kévin Le Roux         | 8 pięć      | 8 pięć   | 8 pięć      | 7 cztery    |   | 8   |
| A                    | 12 | Stéphen Boyer         | 9 sześć     | 9 sześć  | 9 sześć     | 8 pięć      |   | 12  |
| Ś                    | 14 | Nicolas Le Goff       | 5 dwa       | 5 dwa    | 5 dwa       | 4 jeden     |   | 8   |
| L                    | 2  | Jenia Grebennikov     | L           | L        | L           | L           |   |     |
| Zmiany               |    |                       |             |          |             |             |   |     |
| P                    | 8  | Julien Lyneel         | 23 zmiana14 |          | 23 zmiana14 | 4 pusty     |   |     |
| R                    | 11 | Antoine Brizard       | 15 zmiana6  |          | 15 zmiana6  | 4 pusty     |   |     |
| Ś                    | 21 | Barthélémy Chinenyeze |             |          |             | 23 zmiana14 |   |     |
| Nie weszli na boisko |    |                       |             |          |             |             |   |     |
| A                    | 4  | Jean Patry            |             |          |             | 4 pusty     |   |     |
| L                    | 15 | Jérémie Mouiel        |             |          |             | 4 pusty     |   |     |
| Ś                    | 16 | Daryl Bultor          |             |          |             | 4 pusty     |   |     |
| P                    | 18 | Thibault Rossard      |             |          |             | 4 pusty     |   |     |
| Trener               |    |                       |             |          |             |             |   |     |
| Laurent Tillie       |    |                       |             |          |             |             |   |     |

| Poz.                 | Nr | Zawodnik            | 1           | 2          | 3           | 4           | 5 | Pkt |
| -------------------- | -- | ------------------- | ----------- | ---------- | ----------- | ----------- | - | --- |
| P                    | 6  | Cristian Poglajen   | 6 trzy      | 5 dwa      |             | 11 zmiana2  |   | 9   |
| P                    | 7  | Facundo Conte       | 9 sześć     | 8 pięć     | 9 sześć     | 8 pięć      |   | 14  |
| Ś                    | 8  | Agustín Loser       | 7 cztery    | 6 trzy     | 7 cztery    | 6 trzy      |   | 15  |
| A                    | 10 | José Luis González  | 8 pięć      | 7 cztery   | 8 pięć      | 7 cztery    |   | 13  |
| Ś                    | 11 | Sebastián Solé      | 4 jeden     | 9 sześć    | 4 jeden     | 9 sześć     |   | 2   |
| R                    | 15 | Luciano De Cecco    | 5 dwa       |            | 19 zmiana10 | 19 zmiana10 |   |     |
| L                    | 16 | Alexis González     | L           | L          | L           | L           |   |     |
| Zmiany               |    |                     |             |            |             |             |   |     |
| P                    | 2  | Lisandro Zanotti    |             | 15 zmiana6 | 6 trzy      | 5 dwa       |   | 7   |
| R                    | 4  | Maximiliano Cavanna | 19 zmiana10 | 4 jeden    | 5 dwa       | 4 jeden     |   | 1   |
| Ś                    | 14 | Pablo Crer          |             |            | 17 zmiana8  | 4 pusty     |   |     |
| A                    | 18 | Martín Ramos        | 24 zmiana15 |            | 13 zmiana4  | 13 zmiana4  |   | 1   |
| Nie weszli na boisko |    |                     |             |            |             |             |   |     |
| A                    | 12 | Bruno Lima          |             |            |             | 4 pusty     |   |     |
| P                    | 17 | Tomás López         |             |            |             | 4 pusty     |   |     |
| L                    | 22 | Ignacio Fernández   |             |            |             | 4 pusty     |   |     |
| Trener               |    |                     |             |            |             |             |   |     |
| Julio Velasco        |    |                     |             |            |             |             |   |     |

Statystyki meczowe
| Francja | STATYSTYKI        | Argentyna |
| 101     | MAŁE PUNKTY       | 83        |
| 66      | ATAK              | 51        |
| 9       | BLOK              | 10        |
| 3       | SERWIS            | 1         |
| 23      | BŁĘDY PRZECIWNIKA | 21        |

### Polska – Serbia
Niedziela, 23 września 2018 – 20:40 (UTC+03:00) • Pałac Kultury i Sportu, Warna
Widzów: 1020
Czas trwania meczu: 75 minut
Sędziowie:  Andriej Zenowicz i  Yuri Ramírez Ortiz
| Polska               | 3:0                                     | Serbia                                  |
| Bartosz Kurek 21 pkt | (25:17, 25:16, 25:14) raport raport P-2 | Marko Ivović 6 pkt Dražen Luburić 6 pkt |

| Poz.                 | Nr | Zawodnik          | 1        | 2        | 3           | 4 | 5 | Pkt |
| -------------------- | -- | ----------------- | -------- | -------- | ----------- | - | - | --- |
| Ś                    | 1  | Piotr Nowakowski  | 5 dwa    | 6 trzy   | 5 dwa       |   |   | 7   |
| A                    | 6  | Bartosz Kurek     | 6 trzy   | 7 cztery | 6 trzy      |   |   | 21  |
| P                    | 7  | Artur Szalpuk     | 7 cztery | 8 pięć   | 7 cztery    |   |   | 15  |
| R                    | 11 | Fabian Drzyzga    | 9 sześć  | 4 jeden  | 9 sześć     |   |   | 2   |
| P                    | 13 | Michał Kubiak     | 4 jeden  | 5 dwa    | 4 jeden     |   |   | 11  |
| Ś                    | 15 | Jakub Kochanowski | 8 pięć   | 9 sześć  | 8 pięć      |   |   | 6   |
| L                    | 17 | Paweł Zatorski    | L        | L        | L           |   |   |     |
| Zmiany               |    |                   |          |          |             |   |   |     |
| A                    | 3  | Dawid Konarski    |          |          | 20 zmiana11 |   |   |     |
| R                    | 12 | Grzegorz Łomacz   |          |          | 24 zmiana15 |   |   |     |
| Nie weszli na boisko |    |                   |          |          |             |   |   |     |
| A                    | 8  | Damian Schulz     |          |          |             |   |   |     |
| L                    | 10 | Damian Wojtaszek  |          |          |             |   |   |     |
| P                    | 14 | Aleksander Śliwka |          |          |             |   |   |     |
| P                    | 18 | Bartosz Kwolek    |          |          |             |   |   |     |
| Ś                    | 20 | Mateusz Bieniek   |          |          |             |   |   |     |
| Trener               |    |                   |          |          |             |   |   |     |
| Vital Heynen         |    |                   |          |          |             |   |   |     |

| Poz.         | Nr | Zawodnik                | 1          | 2           | 3          | 4 | 5 | Pkt |
| ------------ | -- | ----------------------- | ---------- | ----------- | ---------- | - | - | --- |
| P            | 4  | Nemanja Petrić          | 7 cztery   |             |            |   |   | 1   |
| P            | 8  | Marko Ivović            | 4 jeden    | 4 jeden     | 11 zmiana2 |   |   | 6   |
| R            | 9  | Nikola Jovović          | 9 sześć    | 9 sześć     |            |   |   |     |
| A            | 14 | Aleksandar Atanasijević | 6 trzy     | 6 trzy      |            |   |   | 5   |
| Ś            | 18 | Marko Podraščanin       | 8 pięć     | 8 pięć      |            |   |   | 5   |
| Ś            | 20 | Srećko Lisinac          | 5 dwa      | 5 dwa       |            |   |   | 5   |
| L            | 17 | Neven Majstorović       | L          | L           |            |   |   |     |
| Zmiany       |    |                         |            |             |            |   |   |     |
| Ś            | 1  | Aleksandar Okolić       |            | 29 zmiana20 | 8 pięć     |   |   |     |
| P            | 2  | Uroš Kovačević          |            | 7 cztery    | 4 jeden    |   |   | 2   |
| P            | 3  | Milan Katić             | 13 zmiana4 | 17 zmiana8  | 7 cztery   |   |   |     |
| Ś            | 7  | Petar Krsmanović        |            | 27 zmiana18 | 5 dwa      |   |   | 4   |
| A            | 16 | Dražen Luburić          |            | 23 zmiana14 | 6 trzy     |   |   | 6   |
| R            | 21 | Ivan Kostić             |            | 18 zmiana9  | 9 sześć    |   |   |     |
| L            | 19 | Nikola Rosić            |            | L           | L          |   |   |     |
| Trener       |    |                         |            |             |            |   |   |     |
| Nikola Grbić |    |                         |            |             |            |   |   |     |

Statystyki meczowe
| Polska | STATYSTYKI        | Serbia |
| 75     | MAŁE PUNKTY       | 47     |
| 40     | ATAK              | 29     |
| 12     | BLOK              | 4      |
| 10     | SERWIS            | 1      |
| 13     | BŁĘDY PRZECIWNIKA | 13     |